# Phoebe Waterman Haas
Phoebe Waterman Haas   (Dakota del Nord, 1882 - Villanova, 1967) va ser una de les primeres dones estatunidenques a obtenir un doctorat en astronomia, el 1913.
Tot i que la seva carrera professional formal va acabar amb el seu matrimoni, va contribuir com a científica ciutadana, com a voluntària per a l'Associació Americana d'Observadors d'Estrelles Variables (American Association of Variable Star Observers, AAVSO).
L'Observatori Públic Phoebe Waterman Haas va rebre el suport de donacions de la seva família i porta el seu nom en honor seu.

## Biografia
Phoebe Waterman Haas va néixer a Dakota del Nord (Estats Units d'Amèrica, l'any 1882, com a Emma Phoebe Waterman. El seu pare era John Charles Waterman. Inicialment ensenyada a casa pels seus pares, més tard va anar a Grand Rapids, Michigan, per estudiar a l'escola secundària.

### Educació i primers treballs
Phoebe Waterman es va traslladar de Dakota del Nord a Nova York per estudiar al Vassar College, una universitat per a dones, on es va llicenciar el 1904. Dos anys més tard va obtenir un màster en Matemàtiques i Astronomia, treballant amb Caroline E. Furness.
Aleshores, la forma acceptada per a una dona d'involucrar-se professionalment en el camp de l'astronomia era ser una «computadora», realitzant anàlisis de dades i fent càlculs. Com a «computadora» a l'Observatori Mount Wilson entre 1909 i 1911, Phoebe va treballar amb astrònoms destacats com George Ellery Hale, Walter S. Adams, Jacobus Kapteyn i Harold D. Babcock. Va participar en la classificació i reducció d'espectres i en la mesura d'espectres de laboratori. També va estudiar la rotació del Sol.
Phoebe volia ser una astrònoma de recerca professional, fent les seves pròpies observacions i fent anàlisis. El 1911 va sol·licitar un programa de doctorat a la Universitat de Califòrnia-Berkeley. Va ser acceptada i va poder fer observacions a l'Observatori Lick de San José, utilitzant l'espectrògraf Brashear del refractor de 36 polzades per a la seva investigació. Va ser doctorada en filosofia en Astronomia el 14 de maig de 1913. El títol de la seva tesi va ser The Visual Region of the Spectrum of the Brighter Class A Stars. (La regió visual de l'espectre de les estrelles més brillants de classe A). Va ser la primera dona a obtenir un doctorat en astronomia a la Universitat de Califòrnia-Berkeley; la dissertació de Waterman es va publicar abans que la de la seva companya de classe, Anna Estelle Glancy, que va rebre el títol el mateix dia.

### Matrimoni
El 1913, Phoebe va ser nomenada assistent de l'Observatori Nacional Argentí de Córdoba, Argentina. Al vaixell que viatjava a Buenos Aires va conèixer el químic Otto Haas. Es van casar el 22 de febrer de 1914. Van tenir dos fills: Fritz Otto i John C. Haas.

### Treball a l'Associació Americana d'Observadors d'Estrelles Variables (AAVSO)

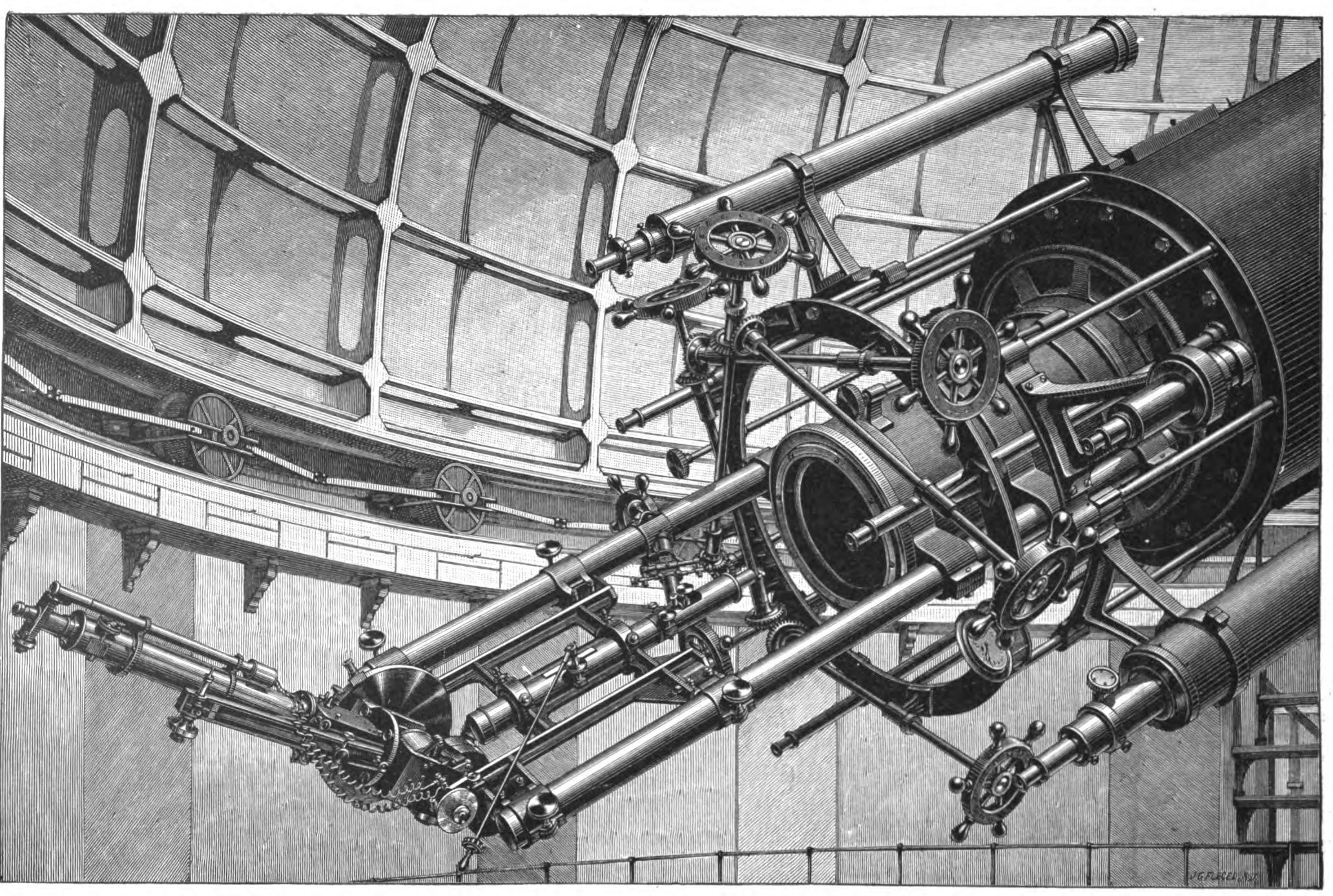
Espectroscopi estel·lar de l'observatori Lick, construït per Brashear, 1898

Durant molts anys, Phoebe va ser observadora, voluntària i benefactora de l'Associació Americana d'Observadors d'Estrelles Variables (American Association of Variable Star Observers, AAVSO). L'AAVSO, fundada l'any 1911, era una organització que fomentava la col·laboració entre científics ciutadans i professionals. John Crane va lliurar el seu refractor Clark de 4 polzades a l'AAVSO. Després de morir el 1927, Phoebe Waterman Haas va poder obtenir-lo. Va informar de les seves observacions d'estrelles variables a l'Associació Americana d'Observadors d'Estrelles Variables (AAVSO), enviant 338 observacions entre 1928 i 1933. També va ensenyar als seus fills i amics sobre l'astronomia.
L'any 1953, l'AAVSO es va separar de l'Observatori de la Universitat Harvard, perdent tant la seva ubicació física com bona part del seu finançament. Phoebe Waterman Haas es va oferir voluntària per ajudar la directora de l'AAVSO, Margaret Mayall. Durant els propers onze anys, Haas va proporcionar un suport vital per calcular la mitjana de cinc o deu dies per a les estrelles variables del sud. Les seves dades van formar la base de les corbes de llum publicades per AAVSO. Ella i la seva família també van contribuir econòmicament en suport de l'AAVSO.
Phoebe Waterman Haas va morir el 1967.

## El seu llegat
El 1945, després de la Segona Guerra Mundial, Phoebe i Otto Haas van crear la Fundació Phoebe Waterman per ajudar els nens sense pares i donar suport a les institucions mèdiques i educatives. El mateix Otto Haas havia hagut de treballar als 15 anys d'edat després de la mort del seu pare. Més tard, la fundació va ser rebatejada com a Fundació William Penn.
L'empresa Rohm and Haas presenta anualment un premi en nom de Phoebe Haas. El premi Phoebe Waterman Haas s'atorga a una dona, nominada pels seus companys, que demostri un lideratge excepcional i serveixi com a model a seguir dins i fora de l'empresa.

### Observatori Públic Phoebe Waterman Haas
L'observatori del National Air and Space Museum de Washington, D.C. va ser nomenat Observatori Públic Phoebe Waterman Haas en reconeixement d'una donació de 6 milions de dòlars de la Fundació Thomas W. Haas (fundada pel net de Phoebe) per establir una dotació per al Programa de l'Observatori Públic del Museu.